# نبيل صباح
نبيل صباح زغير الهليجي لاعب كرة قدم عراقي يلعب في مركز الوسط المهاجم والظهير الأيسر ولد في يوم 18فبراير 1990 في مدينة بغداد عاصمة العراق، يلعب حالياً مع نادي الشرطة الرياضي وسبق له اللعب مع نادي أربيل الرياضي ونادي الكهرباء العراقي ولعب أيضاً مع منتخب العراق لكرة القدم منذ 2012 ويبلغ طوله 174 سم.